# Yarrila Arts and Museum
Lo Yarrila Arts and Museum è una galleria d'arte regionale e un museo in Coffs Harbours nel Nuovo Galles del Sud (Australia).

## Collezioni
Il museo ospita una collezione permanente intitolata "Yaamanga Around here". La collezione esplora la storia e l'identità della Coffs Coast attraverso temi del luogo, della comunità e dell'appartenenza, con la cultura di Gumbaynggirr. Presenta centinaia di manufatti storici, fotografie, opere d'arte e multimedia digitale delle collezioni di arti e del museo di Yarrila.
La collezione include Daalga Nginundi Wajaarr Sing Your Country, una creazione di Zakpage, narratori pluripremiati che lavorano alla convergenza di film, scultura, design e architettura. Questa opera d'arte è dedicata al popolo Gumbaynggirr.
(Zakpage)